# ベンガ語
ベンガ語（ベンガご、ベンガ語:bɛŋga）はバントゥー語群に属する言語である。赤道ギニアやガボンに居住するベンガ族によって話されている。